# Vintilă Vodă
Vintilă Vodă – wieś w Rumunii, w okręgu Buzău, w gminie Vintilă Vodă. W 2011 roku liczyła 1108 mieszkańców.